# Скуловая кость
Скуловая кость (лат. os zygomaticum) — парная кость лицевого черепа. Соединяется с лобной, височной костями (посредством лобного и височного отростков), большим крылом клиновидной кости и верхней челюстью. Участвует в формировании латеральной стенки глазницы и подвисочной ямки. Вместе со скуловым отростком височной кости формирует скуловую дугу, являющуюся латеральной границей височной ямки.
Помимо отростков, в скуловой кости различают латеральную, височную и глазничную поверхности. На глазничной поверхности имеется скулоглазничное отверстие, которое ведёт в канал, открывающийся скулолицевым отверстием (на латеральной поверхности кости) и скуловисочным отверстием (на височной поверхности).

## Физиология
Основные функции скуловых костей заключаются в том, чтобы удерживать глаза на месте, а также составлять замкнутую кинематическую цепь с другими лицевыми костями и мышцами, особенно теми, которые необходимы для еды, путём стабилизации силы давления верхней челюсти.

## Онтогенез
Скуловые кости происходят из мезэктодермы и относятся к висцеральному скелету.
Скуловые кости развиты у травоядных животных, а также у бабуинов и некоторых обезьян. В ходе эволюции человека скуловая дуга, как правило, становится более тонкой.